# ND Production
ND Production —  украинский YouTube-канал, специализировавшийся на шоу музыкальных голосовых пародий. На канале также выходили пародии на музыкальные клипы, скетчи и песни без музыкальных инструментов, но главный формат — пародии на голоса известных людей, персонажей мультфильмов, кино и видеоигр. Основные ведущие канала — Андрей Немодрук и Никита Козырев.
На момент июля 2023 года на канале было 2,86 миллионов подписчиков.

## История
В возрасте 14 лет, Андрей Немодрук, сын профессионального украинского футболиста Евгения Немодрука, создал канал ND Production. Первое видео на канале вышло 25 августа 2011 года под названием «Адольф Гитлер vs. Иосиф Сталин — „Исторический Рэп Батл“», и на момент июля 2019 года собрало более 300 тысяч просмотров. Позже Андрей случайно пересекается с Никитой Козыревым, который оказывается соседом Немодрука[какого?] по одной одесской улице. С тех пор канал они делают вместе, и последующие видео оттуда приносят Андрею и Никите более широкую известность.

## Состав
Создателем и главным «лицом» канала ND Production был Андрей Немодрук, однако на канале часто публиковались видео в жанре а капелла и битбокс (песни без использования музыкальных инструментов) при участии других блогеров, таких как Николай Соболев, Tanny Volkova, Артур Картон, Настя Ленская и др. В разное время в съёмках на канале участвовали актёры кино, певцы и другие знаменитости — к примеру, народный артист Украины Павел Зибров исполнил роль Дамблдора в пародии на клип «Цвет настроения чёрный». Также, в одном из роликов снялись российские актёры дубляжа — Пётр Гланц, Сергей Балабанов и Юрий Маляров.

## Награды
В 2015 году Андрей Немодрук получил премию «Народный Оскар» за пародию на клип Тимати «Слышь, ты чё такая дерзкая?». Премия проводилась в рамках шоу «Говорить Україна» на телеканале «Украина». В 2018 году на украинском фестивале VIDEOZHARA канал ND Production занял третье место в номинации «Юмор ОК!», уступив таким проектам как Чоткий Паца и «Black Horse».

## Продюсерская деятельность
14 июля 2022 года команда ND Production объявила о начале продюсерской деятельности в Instagram. На данный момент ND Production занимаются созданием музыкальных клипов, видео-рекламы в YouTube, написанием песен, вебинарами по запуску и развитию YouTube-каналов и многим другим. 

## Доходы
По состоянию на январь 2024 года YouTube-канал ND Production приносит от 9430 до 75 400 долларов в месяц с помощью AdSense.